# Espuri Lucreci (pretor 205 aC)
Espuri Lucreci (en llatí Spurius Lucretius) va ser un magistrat romà del segle iii aC. Formava part de la gens Lucrècia.
Va ser edil plebeu l'any 206 aC i pretor el 205 aC. En aquest darrer any va rebre com a província Ariminium o Gàl·lia Cisalpina, i el seu govern es va prorrogar dos anys més, el 204 aC i el 203 aC. L'any 203 aC va reconstruir Genua, que havia estat destruïda pel cartaginès Magó. El 200 aC va ser enviat com a ambaixador a Àfrica junt amb Gai Terenci Varró per negociar amb Vermina, fill de Sifax de Numídia, els termes de la pau.